# Copa del Rey de fútbol 1991-92
La Copa del Rey de Fútbol 1991-92 es la edición número 88 de dicha competición española. Se disputó con la participación de equipos de las divisiones Primera, Segunda, Segunda B y Tercera, excepto los equipos filiales de otros clubes, aunque jueguen en dichas categorías.
El campeón fue el Atlético de Madrid  al ganar al Real Madrid C. F. por 2 goles a 0.

## Primera ronda

### Cuadro
| Equipo 1                     | Agr.       | Equipo 2                   | Ida | Vuelta |
| ---------------------------- | ---------- | -------------------------- | --- | ------ |
| Racing Lermeño C. F.         | 2-4        | Cultural D. Leonesa        | 1-1 | 1-3    |
| S. D. Almazán                | 2-5        | C. F. Palencia             | 1-4 | 1-1    |
| Zamora C. F.                 | 1-10       | Real Ávila C. F.           | 1-2 | 0-8    |
| S. D. Gimnástica Medinense   | 2-1        | C. D. Numancia             | 1-0 | 1-1    |
| Atlético Astorga F. C.       | 2-9        | U. D. Salamanca            | 0-1 | 2-8    |
| Iliturgi C. F.               | 2-3        | C. P. Ejido                | 1-0 | 1-3    |
| Motril C. F.                 | 2-9        | C. D. Estepona             | 1-2 | 1-7    |
| C. D. Mármol Macael          | 1-1 (pen.) | C. D. Los Boliches         | 1-0 | 0-1    |
| Granada C. F.                | 2-3        | Real Jaén C. F.            | 2-0 | 0-3    |
| C. D. Fuengirola             | (pen.) 1-1 | U. D. Melilla              | 0-0 | 1-1    |
| C. D. Pozoblanco             | 0-1        | R. B. Linense              | 0-0 | 0-1    |
| Algeciras C. F.              | 3-4        | Racing C. Portuense        | 1-0 | 2-4    |
| Atlético Palma del Río C. F. | 1-0        | Atlético Sanluqueño C. F.  | 1-0 | 0-0    |
| Écija Balompié               | 3-0        | Xerez C. D.                | 3-0 | 0-0    |
| Córdoba C. F.                | (pen.) 2-2 | R. C. Recreativo de Huelva | 1-2 | 1-0    |
| U. B. Conquense              | 1-3        | Atlético Tomelloso         | 0-2 | 1-1    |
| Talavera C. F.               | 4-2        | C. D. Valdepeñas           | 1-2 | 3-0    |
| C. P. Villarrobledo          | 2-3        | C. F. Gimnástico Alcázar   | 1-2 | 1-1    |
| C. D. Guadalajara            | 1-6        | C. D. Toledo               | 1-2 | 0-4    |
| C. D. Alayor                 | 3-5        | C. F. Sporting Mahonés     | 1-1 | 2-4    |
| C. D. Playas de Calviá       | 0-1        | C. D. Manacor              | 0-0 | 0-1    |
| C. D. Cala d'Or              | 2-11       | S. D. Ibiza                | 0-0 | 2-11   |
| C. D. Cala Millor            | 2-1        | C. D. Atlético Baleares    | 0-0 | 2-1    |
| C. D. Corralejo              | 0-1        | C. D. Maspalomas           | 0-1 | [ 1 ]  |
| Ferreras C. F.               | 2-7        | U. D. Telde                | 1-0 | 1-7    |
| C. D. Mensajero              | 3-1        | C. D. Marino Tenerife-Sur  | 2-0 | 1-1    |
| U. D. Realejos               | (pen.) 2-2 | A. D. Laguna               | 2-1 | 0-1    |
| C. D. Mirandés               | 2-1        | C. D. Alfaro               | 1-1 | 1-0    |
| U. C. D. Burladés            | 0-5        | C. D. Arnedo               | 0-1 | 0-4    |
| C. D. Izarra                 | 4-4 (pen.) | Peña Sport F. C.           | 4-0 | 0-4    |
| U. P. Plasencia              | 2-3        | C. D. Badajoz              | 1-1 | 1-2    |
| C. D. Villanovense           | 0-2        | C. F. Extremadura          | 0-0 | 0-2    |
| C. P. Cacereño               | 3-1        | C. D. Miajadas             | 3-1 | 0-0    |
| C. D. Eldense                | 1-3        | Elche C. F.                | 1-0 | 0-3    |
| A. D. Mar Menor              | 2-9        | Yeclano C. F.              | 1-1 | 1-8    |
| U. D. C. Chantrea            | 6-2        | C. D. Tudelano             | 4-1 | 2-1    |
| C. Cristian Lay Jerez        | 5-4        | C. D. Don Benito           | 3-0 | 2-4    |
| Villalonga F. C.             | 1-6        | C. D. Endesa As Pontes     | 1-3 | 0-3    |
| C. D. Lugo                   | 4-2        | S. D. Burela               | 1-0 | 3-2    |
| Vivero C. F.                 | 0-1        | C. D. Orense               | 0-0 | 0-1    |
| Racing C. de Ferrol          | 5-3        | C. D. Lalín                | 3-2 | 2-1    |
| Bergantiños F. C.            | 1-2        | Pontevedra C. F.           | 0-0 | 1-2    |
| Pumarín C. F.                | 0-1        | C. D. Mosconia             | 0-1 | 0-0    |
| C. Marino de Luanco          | 2-4        | Caudal Deportivo           | 2-0 | 0-4    |
| U. P. Langreo                | 0-1        | C. Hispano de Castrillón   | 0-1 | 0-0    |
| C. D. Barquereño             | 0-2        | Selaya C. F.               | 0-1 | 0-1    |
| U. M. Escobedo               | 6-1        | C. D. Laredo               | 4-1 | 2-0    |
| C. D. Pontejos               | 2-0        | Castro F. C.               | 2-0 | 0-0    |
| S. D. Amorebieta             | 0-4        | Baracaldo C. F.            | 0-1 | 0-3    |
| C. D. Galdakao               | 1-1 (pen.) | Deportivo Alavés           | 0-0 | 1-1    |
| S. C. D. Durango             | 2-0        | S. D. Lemona               | 1-0 | 1-0    |
| C. D. Munguía                | 0-1        | C. D. Basconia             | 0-0 | 0-1    |
| C. D. Getxo                  | 1-2        | C. D. Santurtzi            | 1-1 | 0-1    |
| Tolosa C. F.                 | 1-2        | C. D. Hernani              | 1-0 | 0-2    |
| U. D. Barbastro              | 0-5        | S. D. Huesca               | 0-3 | 0-2    |
| C. D. Teruel                 | 2-4        | U. D. Fraga                | 0-1 | 2-3    |
| C. Atlético Monzón           | 2-4        | C. D. Binéfar              | 2-1 | 0-3    |
| C. D. Calatayud              | 3-4        | C. D. Endesa Andorra       | 2-0 | 1-4    |
| S. D. Ejea                   | 1-3        | A. D. Sabiñánigo           | 0-1 | 1-2    |
| C. Atlètic Roda de Barà      | 1-6        | C. Gimnàstic de Tarragona  | 0-4 | 1-2    |
| C. F. Balaguer               | 1-0        | C. F. J. Mollerussa        | 1-0 | 0-0    |
| F. C. Martinenc              | 1-2        | U. E. Sant Andreu          | 0-1 | 1-1    |
| Vilobí C. F.                 | 4-2        | Girona F. C.               | 1-1 | 3-1    |
| A. D. C. Manlleu             | 5-3        | F. C. Andorra              | 5-2 | 0-1    |
| C. D. Denia                  | 1-7        | Benidorm C. D.             | 1-2 | 0-5    |
| C. D. Burriana               | 1-2        | U. D. Oliva                | 1-2 | 0-0    |
| S. D. Sueca                  | 4-5        | Torrent C. F.              | 2-2 | 2-3    |
| C. D. Jávea                  | 1-2        | Villarreal C. F.           | 1-0 | 0-2    |
| C. D. Olímpic                | 1-11       | Hércules C. F.             | 1-6 | 0-5    |
| Torrevieja C. F.             | 0-3        | C. F. Gandía               | 0-1 | 0-2    |
| C. D. Alcoyano               | 2-3        | Levante U. D.              | 2-2 | 0-1    |
| C. F. Fuenlabrada            | 2-3        | C. D. Leganés              | 1-1 | 1-2    |
| R. S. D. Alcalá              | 0-2        | Getafe C. F.               | 0-0 | 0-2    |
| C. D. Vicálvaro              | 4-3        | Atlético Valdemoro         | 2-1 | 2-2    |
| A. D. Parla                  | 2-3        | C. D. Colonia Moscardó     | 0-0 | 2-3    |
| A. D. Torrejón de Ardoz      | 3-4        | C. D. Pegaso               | 2-1 | 1-3    |
| C. D. Alberca                | 1-5        | C. D. Roldán               | 0-2 | 1-3    |
| C. D. Algar                  | 1-9        | Cartagena F. C.            | 0-4 | 1-5    |
| C. F. Santomera              | 1-2        | Águilas C. F.              | 1-0 | 0-2    |
| S. D. Hullera Vasco-Leonesa  | 1-5        | S. D. Ponferradina         | 1-1 | 0-4    |

1. ↑  Partido no disputado debido a que la C. D. Corralejo no se desplazó a la isla de Gran Canaria.

### Partidos
| Ida; 21 de agosto de 1991 | Racing Lermeño C. F. | 1-1 | Cultural D. Leonesa |  |  |

| Vuelta; 25 de agosto de 1991 | Cultural D. Leonesa | 3-1 (Global 4-2) | Racing Lermeño C. F. |  |  |

| Ida; 21 de agosto de 1991 | S. D. Almazán | 1-4 | C. F. Palencia |  |  |

| Vuelta; 25 de agosto de 1991 | C. F. Palencia | 1-1 (Global 5-2) | S. D. Almazán |  |  |

| Ida; 21 de agosto de 1991 | Zamora C. F. | 1-2 | Real Ávila C. F. |  |  |

| Vuelta; 25 de agosto de 1991 | Real Ávila C. F. | 8-0 (Global 10-1) | Zamora C. F. |  |  |

| Ida; 21 de agosto de 1991 | S. D. Gimnástica Medinense | 1-0 | C. D. Numancia |  |  |

| Vuelta; 25 de agosto de 1991 | C. D. Numancia | 1-1 (Global 1-2) | S. D. Gimnástica Medinense |  |  |

| Ida; 21 de agosto de 1991 | Atlético Astorga F. C. | 0-1 | U. D. Salamanca |  |  |

| Vuelta; 25 de agosto de 1991 | U. D. Salamanca | 8-2 (Global 9-2) | Atlético Astorga F. C. |  |  |

| Ida; 21 de agosto de 1991 | Iliturgi C. F. | 1-0 | C. P. Ejido |  |  |

| Vuelta; 25 de agosto de 1991 | C. P. Ejido | 3-1 (Global 3-2) | Iliturgi C. F. |  |  |

| Ida; 21 de agosto de 1991 | Motril C. F. | 1-2 | C. D. Estepona |  |  |

| Vuelta; 25 de agosto de 1991 | C. D. Estepona | 7-1 (Global 9-2) | Motril C. F. |  |  |

| Ida; 21 de agosto de 1991 | C. D. Mármol Macael | 1-0 | C. D. Los Boliches |  |  |

| Vuelta; 25 de agosto de 1991 | C. D. Los Boliches | 1-0 (Global 1-1) | C. D. Mármol Macael |  |  |

| Ida; 21 de agosto de 1991 | Granada C. F. | 2-0 | Real Jaén C. F. |  |  |

| Vuelta; 25 de agosto de 1991 | Real Jaén C. F. | 3-0 (Global 3-2) | Granada C. F. |  |  |

| Ida; 21 de agosto de 1991 | C. D. Fuengirola | 0-0 | U. D. Melilla |  |  |

| Vuelta; 25 de agosto de 1991 | U. D. Melilla | 1-1 (Global 1-1) | C. D. Fuengirola |  |  |

| Ida; 21 de agosto de 1991 | C. D. Pozoblanco | 0-0 | R. B. Linense |  |  |

| Vuelta; 25 de agosto de 1991 | R. B. Linense | 1-0 (Global 1-0) | C. D. Pozoblanco |  |  |

| Ida; 21 de agosto de 1991 | Algeciras C. F. | 1-0 | Racing C. Portuense |  |  |

| Vuelta; 25 de agosto de 1991 | Racing C. Portuense | 4-2 (Global 4-3) | Algeciras C. F. |  |  |

| Ida; 21 de agosto de 1991 | Atlético Palma del Río C. F. | 1-0 | Atlético Sanluqueño C. F. |  |  |

| Vuelta; 25 de agosto de 1991 | Atlético Sanluqueño C. F. | 0-0 (Global 0-1) | Atlético Palma del Río C. F. |  |  |

| Ida; 21 de agosto de 1991 | Écija Balompié | 3-0 | Xerez C. D. |  |  |

| Vuelta; 25 de agosto de 1991 | Xerez C. D. | 0-0 (Global 0-3) | Écija Balompié |  |  |

| Ida; 21 de agosto de 1991 | Córdoba C. F. | 1-2 | R. C. Recreativo de Huelva |  |  |

| Vuelta; 25 de agosto de 1991 | R. C. Recreativo de Huelva | 0-1 (Global 2-2) | Córdoba C. F. |  |  |

| Ida; 21 de agosto de 1991 | U. B. Conquense | 0-2 | Atlético Tomelloso |  |  |

| Vuelta; 25 de agosto de 1991 | Atlético Tomelloso | 1-1 (Global 3-1) | U. B. Conquense |  |  |

| Ida; 21 de agosto de 1991 | Talavera C. F. | 1-2 | C. D. Valdepeñas |  |  |

| Vuelta; 25 de agosto de 1991 | C. D. Valdepeñas | 0-3 (Global 2-4) | Talavera C. F. |  |  |

| Ida; 21 de agosto de 1991 | C. P. Villarrobledo | 1-2 | C. F. Gimnástico Alcázar |  |  |

| Vuelta; 25 de agosto de 1991 | C. F. Gimnástico Alcázar | 1-1 (Global 3-2) | C. P. Villarrobledo |  |  |

| Ida; 21 de agosto de 1991 | C. D. Guadalajara | 1-2 | C. D. Toledo |  |  |

| Vuelta; 25 de agosto de 1991 | C. D. Toledo | 4-0 (Global 6-1) | C. D. Guadalajara |  |  |

| Ida; 21 de agosto de 1991 | C. D. Alayor | 1-1 | C. F. Sporting Mahonés |  |  |

| Vuelta; 25 de agosto de 1991 | C. F. Sporting Mahonés | 4-2 (Global 5-3) | C. D. Alayor |  |  |

| Ida; 21 de agosto de 1991 | C. D. Playas de Calviá | 0-0 | C. D. Manacor |  |  |

| Vuelta; 25 de agosto de 1991 | C. D. Manacor | 1-0 (Global 1-0) | C. D. Playas de Calviá |  |  |

| Ida; 21 de agosto de 1991 | C. D. Cala d'Or | 0-0 | S. D. Ibiza |  |  |

| Vuelta; 25 de agosto de 1991 | S. D. Ibiza | 11-2 (Global 11-2) | C. D. Cala d'Or |  |  |

| Ida; 21 de agosto de 1991 | C. D. Cala Millor | 0-0 | C. D. Atlético Baleares |  |  |

| Vuelta; 25 de agosto de 1991 | C. D. Atlético Baleares | 1-2 (Global 1-2) | C. D. Cala Millor |  |  |

| Ida; 21 de agosto de 1991 | C. D. Corralejo | 0-1 | C. D. Maspalomas |  |  |

| Ida; 21 de agosto de 1991 | Ferreras C. F. | 1-0 | U. D. Telde |  |  |

| Vuelta; 25 de agosto de 1991 | U. D. Telde | 7-1 (Global 7-2) | Ferreras C. F. |  |  |

| Ida; 21 de agosto de 1991 | C. D. Mensajero | 2-0 | C. D. Marino Tenerife-Sur |  |  |

| Vuelta; 25 de agosto de 1991 | C. D. Marino Tenerife-Sur | 1-1 (Global 1-3) | C. D. Mensajero |  |  |

| Ida; 21 de agosto de 1991 | U. D. Realejos | 2-1 | A. D. Laguna |  |  |

| Vuelta; 25 de agosto de 1991 | A. D. Laguna | 1-0 (Global 2-2) | U. D. Realejos |  |  |

| Ida; 21 de agosto de 1991 | C. D. Mirandés | 1-1 | C. D. Alfaro |  |  |

| Vuelta; 25 de agosto de 1991 | C. D. Alfaro | 0-1 (Global 1-2) | C. D. Mirandés |  |  |

| Ida; 21 de agosto de 1991 | U. C. D. Burladés | 0-1 | C. D. Arnedo |  |  |

| Vuelta; 25 de agosto de 1991 | C. D. Arnedo | 4-0 (Global 5-0) | U. C. D. Burladés |  |  |

| Ida; 21 de agosto de 1991 | C. D. Izarra | 4-0 | Peña Sport F. C. |  |  |

| Vuelta; 25 de agosto de 1991 | Peña Sport F. C. | 4-0 (Global 4-4) | C. D. Izarra |  |  |

| Ida; 21 de agosto de 1991 | U. P. Plasencia | 1-1 | C. D. Badajoz |  |  |

| Vuelta; 25 de agosto de 1991 | C. D. Badajoz | 2-1 (Global 3-2) | U. P. Plasencia |  |  |

| Ida; 21 de agosto de 1991 | C. D. Villanovense | 0-0 | C. F. Extremadura |  |  |

| Vuelta; 25 de agosto de 1991 | C. F. Extremadura | 2-0 (Global 2-0) | C. D. Villanovense |  |  |

| Ida; 21 de agosto de 1991 | C. P. Cacereño | 3-1 | C. D. Miajadas |  |  |

| Vuelta; 25 de agosto de 1991 | C. D. Miajadas | 0-0 (Global 1-3) | C. P. Cacereño |  |  |

| Ida; 21 de agosto de 1991 | C. D. Eldense | 1-0 | Elche C. F. |  |  |

| Vuelta; 25 de agosto de 1991 | Elche C. F. | 3-0 (Global 3-1) | C. D. Eldense |  |  |

| Ida; 21 de agosto de 1991 | A. D. Mar Menor | 1-1 | Yeclano C. F. |  |  |

| Vuelta; 25 de agosto de 1991 | Yeclano C. F. | 8-1 (Global 9-2) | A. D. Mar Menor |  |  |

| Ida; 21 de agosto de 1991 | U. D. C. Chantrea | 4-1 | C. D. Tudelano |  |  |

| Vuelta; 25 de agosto de 1991 | C. D. Tudelano | 1-2 (Global 2-6) | U. D. C. Chantrea |  |  |

| Ida; 21 de agosto de 1991 | C. Cristian Lay Jerez | 3-0 | C. D. Don Benito |  |  |

| Vuelta; 25 de agosto de 1991 | C. D. Don Benito | 4-2 (Global 4-5) | C. Cristian Lay Jerez |  |  |

| Ida; 21 de agosto de 1991 | Villalonga F. C. | 1-3 | C. D. Endesa As Pontes |  |  |

| Vuelta; 25 de agosto de 1991 | C. D. Endesa As Pontes | 3-0 (Global 6-1) | Villalonga F. C. |  |  |

| Ida; 21 de agosto de 1991 | C. D. Lugo | 1-0 | S. D. Burela |  |  |

| Vuelta; 25 de agosto de 1991 | S. D. Burela | 2-3 (Global 2-4) | C. D. Lugo |  |  |

| Ida; 21 de agosto de 1991 | Vivero C. F. | 0-0 | C. D. Orense |  |  |

| Vuelta; 25 de agosto de 1991 | C. D. Orense | 1-0 (Global 1-0) | Vivero C. F. |  |  |

| Ida; 21 de agosto de 1991 | Racing C. de Ferrol | 3-2 | C. D. Lalín |  |  |

| Vuelta; 25 de agosto de 1991 | C. D. Lalín | 1-2 (Global 3-5) | Racing C. de Ferrol |  |  |

| Ida; 21 de agosto de 1991 | Bergantiños F. C. | 0-0 | Pontevedra C. F. |  |  |

| Vuelta; 25 de agosto de 1991 | Pontevedra C. F. | 2-1 (Global 2-1) | Bergantiños F. C. |  |  |

| Ida; 21 de agosto de 1991 | Pumarín C. F. | 0-1 | C. D. Mosconia |  |  |

| Vuelta; 25 de agosto de 1991 | C. D. Mosconia | 0-0 (Global 1-0) | Pumarín C. F. |  |  |

| Ida; 21 de agosto de 1991 | C. Marino de Luanco | 2-0 | Caudal Deportivo |  |  |

| Vuelta; 25 de agosto de 1991 | Caudal Deportivo | 4-0 (Global 4-2) | C. Marino de Luanco |  |  |

| Ida; 21 de agosto de 1991 | U. P. Langreo | 0-1 | C. Hispano de Castrillón |  |  |

| Vuelta; 25 de agosto de 1991 | C. Hispano de Castrillón | 0-0 (Global 1-0) | U. P. Langreo |  |  |

| Ida; 21 de agosto de 1991 | C. D. Barquereño | 0-1 | Selaya C. F. |  |  |

| Vuelta; 25 de agosto de 1991 | Selaya C. F. | 1-0 (Global 2-0) | C. D. Barquereño |  |  |

| Ida; 21 de agosto de 1991 | U. M. Escobedo | 4-1 | C. D. Laredo |  |  |

| Vuelta; 25 de agosto de 1991 | C. D. Laredo | 0-2 (Global 1-6) | U. M. Escobedo |  |  |

| Ida; 21 de agosto de 1991 | C. D. Pontejos | 2-0 | Castro F. C. |  |  |

| Vuelta; 25 de agosto de 1991 | Castro F. C. | 0-0 (Global 0-2) | C. D. Pontejos |  |  |

| Ida; 21 de agosto de 1991 | S. D. Amorebieta | 0-1 | Baracaldo C. F. |  |  |

| Vuelta; 25 de agosto de 1991 | Baracaldo C. F. | 3-0 (Global 4-0) | S. D. Amorebieta |  |  |

| Ida; 21 de agosto de 1991 | C. D. Galdakao | 0-0 | Deportivo Alavés |  |  |

| Vuelta; 25 de agosto de 1991 | Deportivo Alavés | 1-1 (Global 1-1) | C. D. Galdakao |  |  |

| Ida; 21 de agosto de 1991 | S. C. D. Durango | 1-0 | S. D. Lemona |  |  |

| Vuelta; 25 de agosto de 1991 | S. D. Lemona | 0-1 (Global 0-2) | S. C. D. Durango |  |  |

| Ida; 21 de agosto de 1991 | C. D. Munguía | 0-0 | C. D. Basconia |  |  |

| Vuelta; 25 de agosto de 1991 | C. D. Basconia | 1-0 (Global 1-0) | C. D. Munguía |  |  |

| Ida; 21 de agosto de 1991 | C. D. Getxo | 1-1 | C. D. Santurtzi |  |  |

| Vuelta; 25 de agosto de 1991 | C. D. Santurtzi | 1-0 (Global 2-1) | C. D. Getxo |  |  |

| Ida; 21 de agosto de 1991 | Tolosa C. F. | 1-0 | C. D. Hernani |  |  |

| Vuelta; 25 de agosto de 1991 | C. D. Hernani | 2-0 (Global 2-1) | Tolosa C. F. |  |  |

| Ida; 21 de agosto de 1991 | U. D. Barbastro | 0-3 | S. D. Huesca |  |  |

| Vuelta; 25 de agosto de 1991 | S. D. Huesca | 2-0 (Global 5-0) | U. D. Barbastro |  |  |

| Ida; 21 de agosto de 1991 | C. D. Teruel | 0-1 | U. D. Fraga |  |  |

| Vuelta; 25 de agosto de 1991 | U. D. Fraga | 3-2 (Global 4-2) | C. D. Teruel |  |  |

| Ida; 21 de agosto de 1991 | C. Atlético Monzón | 2-1 | C. D. Binéfar |  |  |

| Vuelta; 25 de agosto de 1991 | C. D. Binéfar | 3-0 (Global 4-2) | C. Atlético Monzón |  |  |

| Ida; 21 de agosto de 1991 | C. D. Calatayud | 2-0 | C. D. Endesa Andorra |  |  |

| Vuelta; 25 de agosto de 1991 | C. D. Endesa Andorra | 4-1 (Global 4-3) | C. D. Calatayud |  |  |

| Ida; 21 de agosto de 1991 | S. D. Ejea | 0-1 | A. D. Sabiñánigo |  |  |

| Vuelta; 25 de agosto de 1991 | A. D. Sabiñánigo | 2-1 (Global 3-1) | S. D. Ejea |  |  |

| Ida; 21 de agosto de 1991 | C. Atlètic Roda de Barà | 0-4 | C. Gimnàstic de Tarragona |  |  |

| Vuelta; 25 de agosto de 1991 | C. Gimnàstic de Tarragona | 2-1 (Global 6-1) | C. Atlètic Roda de Barà |  |  |

| Ida; 21 de agosto de 1991 | C. F. Balaguer | 1-0 | C. F. J. Mollerussa |  |  |

| Vuelta; 25 de agosto de 1991 | C. F. J. Mollerussa | 0-0 (Global 0-1) | C. F. Balaguer |  |  |

| Ida; 21 de agosto de 1991 | F. C. Martinenc | 0-1 | U. E. Sant Andreu |  |  |

| Vuelta; 25 de agosto de 1991 | U. E. Sant Andreu | 1-1 (Global 2-1) | F. C. Martinenc |  |  |

| Ida; 21 de agosto de 1991 | Vilobí C. F. | 1-1 | Girona F. C. |  |  |

| Vuelta; 25 de agosto de 1991 | Girona F. C. | 1-3 (Global 2-4) | Vilobí C. F. |  |  |

| Ida; 21 de agosto de 1991 | A. D. C. Manlleu | 5-2 | F. C. Andorra |  |  |

| Vuelta; 25 de agosto de 1991 | F. C. Andorra | 1-0 (Global 3-5) | A. D. C. Manlleu |  |  |

| Ida; 21 de agosto de 1991 | C. D. Denia | 1-2 | Benidorm C. D. |  |  |

| Vuelta; 25 de agosto de 1991 | Benidorm C. D. | 5-0 (Global 7-1) | C. D. Denia |  |  |

| Ida; 21 de agosto de 1991 | C. D. Burriana | 1-2 | U. D. Oliva |  |  |

| Vuelta; 25 de agosto de 1991 | U. D. Oliva | 0-0 (Global 2-1) | C. D. Burriana |  |  |

| Ida; 21 de agosto de 1991 | S. D. Sueca | 2-2 | Torrent C. F. |  |  |

| Vuelta; 25 de agosto de 1991 | Torrent C. F. | 3-2 (Global 5-4) | S. D. Sueca |  |  |

| Ida; 21 de agosto de 1991 | C. D. Jávea | 1-0 | Villarreal C. F. |  |  |

| Vuelta; 25 de agosto de 1991 | Villarreal C. F. | 2-0 (Global 2-1) | C. D. Jávea |  |  |

| Ida; 21 de agosto de 1991 | C. D. Olímpic | 1-6 | Hércules C. F. |  |  |

| Vuelta; 25 de agosto de 1991 | Hércules C. F. | 5-0 (Global 11-1) | C. D. Olímpic |  |  |

| Ida; 21 de agosto de 1991 | Torrevieja C. F. | 0-1 | C. F. Gandía |  |  |

| Vuelta; 25 de agosto de 1991 | C. F. Gandía | 2-0 (Global 3-0) | Torrevieja C. F. |  |  |

| Ida; 21 de agosto de 1991 | C. D. Alcoyano | 2-2 | Levante U. D. |  |  |

| Vuelta; 25 de agosto de 1991 | Levante U. D. | 1-0 (Global 3-2) | C. D. Alcoyano |  |  |

| Ida; 21 de agosto de 1991 | C. F. Fuenlabrada | 1-1 | C. D. Leganés |  |  |

| Vuelta; 25 de agosto de 1991 | C. D. Leganés | 2-1 (Global 3-2) | C. F. Fuenlabrada |  |  |

| Ida; 21 de agosto de 1991 | R. S. D. Alcalá | 0-0 | Getafe C. F. |  |  |

| Vuelta; 26 de agosto de 1991 | Getafe C. F. | 2-0 (Global 2-0) | R. S. D. Alcalá |  |  |

| Ida; 21 de agosto de 1991 | C. D. Vicálvaro | 2-1 | Atlético Valdemoro |  |  |

| Vuelta; 25 de agosto de 1991 | Atlético Valdemoro | 2-2 (Global 3-4) | C. D. Vicálvaro |  |  |

| Ida; 21 de agosto de 1991 | A. D. Parla | 0-0 | C. D. Colonia Moscardó |  |  |

| Vuelta; 25 de agosto de 1991 | C. D. Colonia Moscardó | 3-2 (Global 3-2) | A. D. Parla |  |  |

| Ida; 21 de agosto de 1991 | A. D. Torrejón de Ardoz | 2-1 | C. D. Pegaso |  |  |

| Vuelta; 25 de agosto de 1991 | C. D. Pegaso | 3-1 (Global 4-3) | A. D. Torrejón de Ardoz |  |  |

| Ida; 21 de agosto de 1991 | C. D. Alberca | 0-2 | C. D. Roldán |  |  |

| Vuelta; 25 de agosto de 1991 | C. D. Roldán | 3-1 (Global 5-1) | C. D. Alberca |  |  |

| Ida; 21 de agosto de 1991 | C. D. Algar | 0-4 | Cartagena F. C. |  |  |

| Vuelta; 25 de agosto de 1991 | Cartagena F. C. | 5-1 (Global 9-1) | C. D. Algar |  |  |

| Ida; 21 de agosto de 1991 | C. F. Santomera | 1-0 | Águilas C. F. |  |  |

| Vuelta; 25 de agosto de 1991 | Águilas C. F. | 2-0 (Global 2-1) | C. F. Santomera |  |  |

| Ida; 21 de agosto de 1991 | S. D. Hullera Vasco-Leonesa | 1-1 | S. D. Ponferradina |  |  |

| Vuelta; 25 de agosto de 1991 | S. D. Ponferradina | 4-0 (Global 5-1) | S. D. Hullera Vasco-Leonesa |  |  |

1. ↑  El C. Hispano de Castrillón se retiró de la competición tras eliminar a la  U. P. Langreo, por lo que este último ocupa su plaza en la siguiente eliminatoria.

## Segunda ronda

### Cuadro
| Equipo 1                     | Agr.       | Equipo 2                        | Ida | Vuelta |
| ---------------------------- | ---------- | ------------------------------- | --- | ------ |
| Racing C. de Ferrol          | 3-4        | C. D. Lugo                      | 1-2 | 2-2    |
| C. Juventud Cambados         | 2-2 (pen.) | C. D. Orense                    | 0-0 | 2-2    |
| Pontevedra C. F.             | 1-2        | C. D. Endesa As Pontes          | 0-0 | 1-2    |
| U. P. Langreo                | 3-2        | C. D. Mosconia                  | 3-1 | 0-1    |
| C. D. Praviano               | 1-3        | Caudal Deportivo                | 1-2 | 0-1    |
| C. D. Pontejos               | 1-3        | R. S. Gimnástica de Torrelavega | 0-1 | 1-2    |
| Selaya C. F.                 | 1-4        | U. M. Escobedo                  | 1-2 | 0-2    |
| S. C. D. Durango             | 1-4        | Baracaldo C. F.                 | 0-2 | 1-2    |
| C. D. Santurtzi              | 3-5        | Deportivo Alavés                | 1-4 | 2-1    |
| C. D. Basconia               | 6-2        | C. D. Hernani                   | 3-1 | 3-1    |
| C. D. Endesa Andorra         | 0-2        | S. D. Huesca                    | 0-2 | 0-0    |
| C. D. Banyoles               | 4-6        | C. Gimnàstic de Tarragona       | 2-0 | 2-6    |
| C. D. Binéfar                | 4-0        | U. D. Fraga                     | 3-0 | 1-0    |
| C. F. Balaguer               | 2-3        | A. D. C. Manlleu                | 2-1 | 0-2    |
| Vilobí C. F.                 | 0-10       | U. E. Sant Andreu               | 0-4 | 0-6    |
| S. D. Ibiza                  | (pen.) 1-1 | C. F. Sporting Mahonés          | 0-0 | 1-1    |
| Hércules C. F.               | 4-2        | Elche C. F.                     | 1-0 | 3-2    |
| U. D. Alzira                 | 1-4        | C. F. Gandía                    | 0-2 | 1-2    |
| Benidorm C. D.               | 3-1        | Villarreal C. F.                | 3-0 | 0-1    |
| Torrent C. F.                | 0-1        | U. D. Oliva                     | 0-1 | 0-0    |
| C. D. Colonia Moscardó       | 2-5        | Getafe C. F.                    | 2-2 | 0-3    |
| C. D. Móstoles               | 3-4        | C. D. Leganés                   | 1-0 | 2-4    |
| C. D. Pegaso                 | 5-6        | C. D. Vicálvaro                 | 2-2 | 3-4    |
| Águilas C. F.                | 1-2        | Cartagena F. C.                 | 0-0 | 1-2    |
| Yeclano C. F.                | 5-4        | C. D. Roldán                    | 3-3 | 2-1    |
| S. D. Gimnástica Medinense   | 2-4        | S. D. Ponferradina              | 1-1 | 1-3    |
| U. D. Salamanca              | 2-3        | Real Ávila C. F.                | 2-0 | 0-3    |
| Cultural D. Leonesa          | 0-4        | C. F. Palencia                  | 0-2 | 0-2    |
| C. P. Ejido                  | 1-1 (pen.) | C. D. Los Boliches              | 0-0 | 1-1    |
| C. D. Fuengirola             | 2-3        | C. D. Estepona                  | 1-3 | 1-0    |
| U. Atlético Marbella         | 2-1        | Real Jaén C. F.                 | 1-0 | 1-1    |
| Atlético Palma del Río C. F. | 0-5        | Córdoba C. F.                   | 0-1 | 0-4    |
| Écija Balompié               | 0-1        | R. B. Linense                   | 0-0 | 0-1    |
| C. D. San Roque              | 0-2        | Racing C. Portuense             | 0-2 | 0-0    |
| U. D. Socuéllamos C. F.      | 1-9        | Atlético Tomelloso              | 0-3 | 1-6    |
| Talavera C. F.               | 3-1        | C. D. Toledo                    | 3-1 | 0-0    |
| C. D. Cala Millor            | 2-0        | C. D. Manacor                   | 2-0 | 0-0    |
| C. D. Arnedo                 | 4-3        | Peña Sport F. C.                | 2-3 | 2-0    |
| C. Cristian Lay Jerez        | 0-3        | C. F. Extremadura               | 0-2 | 0-1    |
| C. P. Cacereño               | 2-3        | C. D. Badajoz                   | 1-2 | 1-1    |
| C. D. Mirandés               | 4-3        | U. D. C. Chantrea               | 2-0 | 2-3    |
| U. D. Telde                  | (pen.) 3-3 | C. D. Maspalomas                | 3-0 | 0-3    |
| U. D. Realejos               | 1-2        | C. D. Mensajero                 | 0-0 | 1-2    |

### Partidos
| Ida; 29 de agosto de 1991 | Racing C. de Ferrol | 1-2 | C. D. Lugo |  |  |

| Vuelta; 5 de septiembre de 1991 | C. D. Lugo | 2-2 (Global 4-3) | Racing C. de Ferrol |  |  |

| Ida; 29 de agosto de 1991 | C. Juventud Cambados | 0-0 | C. D. Orense |  |  |

| Vuelta; 5 de septiembre de 1991 | C. D. Orense | 2-2 (Global 2-2) | C. Juventud Cambados |  |  |

| Ida; 29 de agosto de 1991 | Pontevedra C. F. | 0-0 | C. D. Endesa As Pontes |  |  |

| Vuelta; 5 de septiembre de 1991 | C. D. Endesa As Pontes | 2-1 (Global 2-1) | Pontevedra C. F. |  |  |

| Ida; 29 de agosto de 1991 | U. P. Langreo | 3-1 | C. D. Mosconia |  |  |

| Vuelta; 5 de septiembre de 1991 | C. D. Mosconia | 1-0 (Global 2-3) | U. P. Langreo |  |  |

| Ida; 29 de agosto de 1991 | C. D. Praviano | 1-2 | Caudal Deportivo |  |  |

| Vuelta; 5 de septiembre de 1991 | Caudal Deportivo | 1-0 (Global 3-1) | C. D. Praviano |  |  |

| Ida; 29 de agosto de 1991 | C. D. Pontejos | 0-1 | R. S. Gimnástica de Torrelavega |  |  |

| Vuelta; 5 de septiembre de 1991 | R. S. Gimnástica de Torrelavega | 2-1 (Global 3-1) | C. D. Pontejos |  |  |

| Ida; 29 de agosto de 1991 | Selaya C. F. | 1-2 | U. M. Escobedo |  |  |

| Vuelta; 5 de septiembre de 1991 | U. M. Escobedo | 2-0 (Global 4-1) | Selaya C. F. |  |  |

| Ida; 29 de agosto de 1991 | S. C. D. Durango | 0-2 | Baracaldo C. F. |  |  |

| Vuelta; 5 de septiembre de 1991 | Baracaldo C. F. | 2-1 (Global 4-1) | S. C. D. Durango |  |  |

| Ida; 29 de agosto de 1991 | C. D. Santurtzi | 1-4 | Deportivo Alavés |  |  |

| Vuelta; 5 de septiembre de 1991 | Deportivo Alavés | 1-2 (Global 5-3) | C. D. Santurtzi |  |  |

| Ida; 29 de agosto de 1991 | C. D. Basconia | 3-1 | C. D. Hernani |  |  |

| Vuelta; 5 de septiembre de 1991 | C. D. Hernani | 1-3 (Global 2-6) | C. D. Basconia |  |  |

| Ida; 29 de agosto de 1991 | C. D. Endesa Andorra | 0-2 | S. D. Huesca |  |  |

| Vuelta; 5 de septiembre de 1991 | S. D. Huesca | 0-0 (Global 2-0) | C. D. Endesa Andorra |  |  |

| Ida; 29 de agosto de 1991 | C. D. Banyoles | 2-0 | C. Gimnàstic de Tarragona |  |  |

| Vuelta; 5 de septiembre de 1991 | C. Gimnàstic de Tarragona | 6-2 (Global 6-4) | C. D. Banyoles |  |  |

| Ida; 29 de agosto de 1991 | C. D. Binéfar | 3-0 | U. D. Fraga |  |  |

| Vuelta; 5 de septiembre de 1991 | U. D. Fraga | 0-1 (Global 0-4) | C. D. Binéfar |  |  |

| Ida; 29 de agosto de 1991 | C. F. Balaguer | 2-1 | A. D. C. Manlleu |  |  |

| Vuelta; 5 de septiembre de 1991 | A. D. C. Manlleu | 2-0 (Global 3-2) | C. F. Balaguer |  |  |

| Ida; 29 de agosto de 1991 | Vilobí C. F. | 0-4 | U. E. Sant Andreu |  |  |

| Vuelta; 5 de septiembre de 1991 | U. E. Sant Andreu | 6-0 (Global 10-0) | Vilobí C. F. |  |  |

| Ida; 29 de agosto de 1991 | S. D. Ibiza | 0-0 | C. F. Sporting Mahonés |  |  |

| Vuelta; 5 de septiembre de 1991 | C. F. Sporting Mahonés | 1-1 (Global 1-1) | S. D. Ibiza |  |  |

| Ida; 29 de agosto de 1991 | Hércules C. F. | 1-0 | Elche C. F. |  |  |

| Vuelta; 5 de septiembre de 1991 | Elche C. F. | 2-3 (Global 2-4) | Hércules C. F. |  |  |

| Ida; 29 de agosto de 1991 | U. D. Alzira | 0-2 | C. F. Gandía |  |  |

| Vuelta; 5 de septiembre de 1991 | C. F. Gandía | 2-1 (Global 4-1) | U. D. Alzira |  |  |

| Ida; 29 de agosto de 1991 | Benidorm C. D. | 3-0 | Villarreal C. F. |  |  |

| Vuelta; 5 de septiembre de 1991 | Villarreal C. F. | 1-0 (Global 1-3) | Benidorm C. D. |  |  |

| Ida; 29 de agosto de 1991 | Torrent C. F. | 0-1 | U. D. Oliva |  |  |

| Vuelta; 5 de septiembre de 1991 | U. D. Oliva | 0-0 (Global 1-0) | Torrent C. F. |  |  |

| Ida; 29 de agosto de 1991 | C. D. Colonia Moscardó | 2-2 | Getafe C. F. |  |  |

| Vuelta; 5 de septiembre de 1991 | Getafe C. F. | 3-0 (Global 5-2) | C. D. Colonia Moscardó |  |  |

| Ida; 29 de agosto de 1991 | C. D. Móstoles | 1-0 | C. D. Leganés |  |  |

| Vuelta; 5 de septiembre de 1991 | C. D. Leganés | 4-2 (Global 4-3) | C. D. Móstoles |  |  |

| Ida; 29 de agosto de 1991 | C. D. Pegaso | 2-2 | C. D. Vicálvaro |  |  |

| Vuelta; 5 de septiembre de 1991 | C. D. Vicálvaro | 4-3 (Global 6-5) | C. D. Pegaso |  |  |

| Ida; 29 de agosto de 1991 | Águilas C. F. | 0-0 | Cartagena F. C. |  |  |

| Vuelta; 12 de septiembre de 1991 | Cartagena F. C. | 2-1 (Global 2-1) | Águilas C. F. |  |  |

| Ida; 29 de agosto de 1991 | Yeclano C. F. | 3-3 | C. D. Roldán |  |  |

| Vuelta; 5 de septiembre de 1991 | C. D. Roldán | 1-2 (Global 4-5) | Yeclano C. F. |  |  |

| Ida; 29 de agosto de 1991 | S. D. Gimnástica Medinense | 1-1 | S. D. Ponferradina |  |  |

| Vuelta; 5 de septiembre de 1991 | S. D. Ponferradina | 3-1 (Global 4-2) | S. D. Gimnástica Medinense |  |  |

| Ida; 29 de agosto de 1991 | U. D. Salamanca | 2-0 | Real Ávila C. F. |  |  |

| Vuelta; 5 de septiembre de 1991 | Real Ávila C. F. | 3-0 (Global 3-2) | U. D. Salamanca |  |  |

| Ida; 29 de agosto de 1991 | Cultural D. Leonesa | 0-2 | C. F. Palencia |  |  |

| Vuelta; 5 de septiembre de 1991 | C. F. Palencia | 2-0 (Global 4-0) | Cultural D. Leonesa |  |  |

| Ida; 29 de agosto de 1991 | C. P. Ejido | 0-0 | C. D. Los Boliches |  |  |

| Vuelta; 5 de septiembre de 1991 | C. D. Los Boliches | 1-1 (Global 1-1) | C. P. Ejido |  |  |

| Ida; 29 de agosto de 1991 | C. D. Fuengirola | 1-3 | C. D. Estepona |  |  |

| Vuelta; 5 de septiembre de 1991 | C. D. Estepona | 0-1 (Global 3-2) | C. D. Fuengirola |  |  |

| Ida; 29 de agosto de 1991 | U. Atlético Marbella | 1-0 | Real Jaén C. F. |  |  |

| Vuelta; 5 de septiembre de 1991 | Real Jaén C. F. | 1-1 (Global 1-2) | U. Atlético Marbella |  |  |

| Ida; 29 de agosto de 1991 | Atlético Palma del Río C. F. | 0-1 | Córdoba C. F. |  |  |

| Vuelta; 5 de septiembre de 1991 | Córdoba C. F. | 4-0 (Global 5-0) | Atlético Palma del Río C. F. |  |  |

| Ida; 29 de agosto de 1991 | Écija Balompié | 0-0 | R. B. Linense |  |  |

| Vuelta; 5 de septiembre de 1991 | R. B. Linense | 1-0 (Global 1-0) | Écija Balompié |  |  |

| Ida; 29 de agosto de 1991 | C. D. San Roque | 0-2 | Racing C. Portuense |  |  |

| Vuelta; 5 de septiembre de 1991 | Racing C. Portuense | 0-0 (Global 2-0) | C. D. San Roque |  |  |

| Ida; 29 de agosto de 1991 | U. D. Socuéllamos C. F. | 0-3 | Atlético Tomelloso |  |  |

| Vuelta; 5 de septiembre de 1991 | Atlético Tomelloso | 6-1 (Global 9-1) | U. D. Socuéllamos C. F. |  |  |

| Ida; 29 de agosto de 1991 | Talavera C. F. | 3-1 | C. D. Toledo |  |  |

| Vuelta; 5 de septiembre de 1991 | C. D. Toledo | 0-0 (Global 1-3) | Talavera C. F. |  |  |

| Ida; 29 de agosto de 1991 | C. D. Cala Millor | 2-0 | C. D. Manacor |  |  |

| Vuelta; 5 de septiembre de 1991 | C. D. Manacor | 0-0 (Global 0-2) | C. D. Cala Millor |  |  |

| Ida; 29 de agosto de 1991 | C. D. Arnedo | 2-3 | Peña Sport F. C. |  |  |

| Vuelta; 5 de septiembre de 1991 | Peña Sport F. C. | 0-2 (Global 3-4) | C. D. Arnedo |  |  |

| Ida; 29 de agosto de 1991 | C. Cristian Lay Jerez | 0-2 | C. F. Extremadura |  |  |

| Vuelta; 5 de septiembre de 1991 | C. F. Extremadura | 1-0 (Global 3-0) | C. Cristian Lay Jerez |  |  |

| Ida; 29 de agosto de 1991 | C. P. Cacereño | 1-2 | C. D. Badajoz |  |  |

| Vuelta; 5 de septiembre de 1991 | C. D. Badajoz | 1-1 (Global 3-2) | C. P. Cacereño |  |  |

| Ida; 29 de agosto de 1991 | C. D. Mirandés | 2-0 | U. D. C. Chantrea |  |  |

| Vuelta; 5 de septiembre de 1991 | U. D. C. Chantrea | 3-2 (Global 3-4) | C. D. Mirandés |  |  |

| Ida; 29 de agosto de 1991 | U. D. Telde | 3-0 | C. D. Maspalomas |  |  |

| Vuelta; 12 de septiembre de 1991 | C. D. Maspalomas | 3-0 (Global 3-3) | U. D. Telde |  |  |

| Ida; 29 de agosto de 1991 | U. D. Realejos | 0-0 | C. D. Mensajero |  |  |

| Vuelta; 5 de septiembre de 1991 | C. D. Mensajero | 2-1 (Global 2-1) | U. D. Realejos |  |  |

## Tercera ronda

### Cuadro
| Equipo 1                        | Agr.       | Equipo 2                     | Ida | Vuelta |
| ------------------------------- | ---------- | ---------------------------- | --- | ------ |
| U. P. Langreo                   | 1-13       | Real Zaragoza C. D.          | 0-5 | 1-8    |
| Baracaldo C. F.                 | 0-2        | U. D. Las Palmas             | 0-0 | 0-2    |
| Deportivo Alavés                | 2-5        | Athletic Club                | 1-1 | 1-4    |
| C. D. Basconia                  | 0-0 (pen.) | Orihuela Deportiva C. F.     | 0-0 | 0-0    |
| C. D. Mensajero                 | 0-4        | C. D. Lugo                   | 0-2 | 0-2    |
| S. D. Huesca                    | 0-6        | S. D. Compostela             | 0-1 | 0-5    |
| C. D. Mirandés                  | 1-5        | R. C. D. Español             | 1-1 | 0-4    |
| U. E. Sant Andreu               | 1-7        | Real Valladolid Deportivo    | 1-4 | 0-3    |
| A. D. Sabiñánigo                | 1-7        | S. D. Eibar                  | 0-2 | 1-5    |
| C. D. Vicálvaro                 | 1-2        | U. E. Figueres               | 0-1 | 1-1    |
| C. Gimnàstic de Tarragona       | 1-2        | C. D. Logroñés               | 0-0 | 1-2    |
| A. D. C. Manlleu                | 8-1        | C. D. Endesa As Pontes       | 5-1 | 3-0    |
| C. D. Arnedo                    | 1-12       | Valencia C. F.               | 0-6 | 1-6    |
| C. D. Orense                    | 0-5        | Real Sociedad de F.          | 0-2 | 0-3    |
| Caudal Deportivo                | 3-1        | C. D. Leganés                | 3-0 | 0-1    |
| C. F. Palencia                  | 0-3        | Real Betis Balompié          | 0-0 | 0-3    |
| Atlético Tomelloso              | 3-2        | R. C. Celta de Vigo          | 1-0 | 2-2    |
| C. F. Extremadura               | 1-2        | A. D. Rayo Vallecano         | 1-1 | 0-1    |
| S. D. Ibiza                     | 0-2        | C. E. Sabadell F. C.         | 0-0 | 0-2    |
| Levante U. D.                   | 3-6        | R. C. Deportivo de La Coruña | 2-1 | 1-5    |
| C. D. Cala Millor               | 1-8        | C. D. Tenerife               | 1-5 | 0-3    |
| R. B. Linense                   | 1-2        | C. P. Mérida                 | 1-1 | 0-1    |
| Talavera C. F.                  | 0-4        | Real Burgos C. F.            | 0-0 | 0-4    |
| Racing C. Portuense             | 1-2        | Real Avilés Industrial       | 0-0 | 1-2    |
| Real Ávila C. F.                | 0-5        | C. D. Castellón              | 0-3 | 0-2    |
| C. D. Binéfar                   | 1-10       | R. C. D. Mallorca            | 1-3 | 0-7    |
| Yeclano C. F.                   | 0-3        | Sestao S. C.                 | 0-2 | 0-1    |
| C. F. Gandía                    | 2-6        | R. Racing C. de Santander    | 2-2 | 0-4    |
| C. D. Estepona                  | 1-0        | S. D. Ponferradina           | 1-0 | 0-0    |
| C. F. Gimnástico Alcázar        | 3-1        | U. D. Oliva                  | 3-0 | 0-1    |
| U. Atlético Marbella            | 3-2        | Albacete Balompié            | 3-0 | 0-2    |
| Hércules C. F.                  | 3-6        | Real Murcia C. F.            | 2-2 | 1-4    |
| Getafe C. F.                    | 3-2        | Cádiz C. F.                  | 3-1 | 0-1    |
| Córdoba C. F.                   | 3-4        | Sevilla F. C.                | 2-2 | 1-2    |
| U. M. Escobedo                  | 0-3        | C. D. Málaga                 | 0-1 | 0-2    |
| C. D. Los Boliches              | 0-6        | Palamós C. F.                | 0-2 | 0-4    |
| C. D. Badajoz                   | 1-2        | Benidorm C. D.               | 1-0 | 0-2    |
| R. S. Gimnástica de Torrelavega | 6-7        | Cartagena F. C.              | 4-2 | 2-5    |
| U. D. Telde                     | 2-6        | U. E. Lleida                 | 2-1 | 0-5    |

### Partidos
| Ida; 11 de septiembre de 1991 | U. P. Langreo | 0-5 | Real Zaragoza C. D. |  |  |

| Vuelta; 19 de septiembre de 1991 | Real Zaragoza C. D. | 8-1 (Global 13-1) | U. P. Langreo |  |  |

| Ida; 11 de septiembre de 1991 | Baracaldo C. F. | 0-0 | U. D. Las Palmas |  |  |

| Vuelta; 18 de septiembre de 1991 | U. D. Las Palmas | 2-0 (Global 2-0) | Baracaldo C. F. |  |  |

| Ida; 11 de septiembre de 1991 | Deportivo Alavés | 1-1 | Athletic Club |  |  |

| Vuelta; 19 de septiembre de 1991 | Athletic Club | 4-1 (Global 5-2) | Deportivo Alavés |  |  |

| Ida; 11 de septiembre de 1991 | C. D. Basconia | 0-0 | Orihuela Deportiva C. F. |  |  |

| Vuelta; 19 de septiembre de 1991 | Orihuela Deportiva C. F. | 0-0 (Global 0-0) | C. D. Basconia |  |  |

| Ida; 11 de septiembre de 1991 | C. D. Mensajero | 0-2 | C. D. Lugo |  |  |

| Vuelta; 19 de septiembre de 1991 | C. D. Lugo | 2-0 (Global 4-0) | C. D. Mensajero |  |  |

| Ida; 11 de septiembre de 1991 | S. D. Huesca | 0-1 | S. D. Compostela |  |  |

| Vuelta; 19 de septiembre de 1991 | S. D. Compostela | 5-0 (Global 6-0) | S. D. Huesca |  |  |

| Ida; 11 de septiembre de 1991 | C. D. Mirandés | 1-1 | R. C. D. Español |  |  |

| Vuelta; 26 de septiembre de 1991 | R. C. D. Español | 4-0 (Global 5-1) | C. D. Mirandés |  |  |

| Ida; 11 de septiembre de 1991 | U. E. Sant Andreu | 1-4 | Real Valladolid Deportivo |  |  |

| Vuelta; 18 de septiembre de 1991 | Real Valladolid Deportivo | 3-0 (Global 7-1) | U. E. Sant Andreu |  |  |

| Ida; 11 de septiembre de 1991 | A. D. Sabiñánigo | 0-2 | S. D. Eibar |  |  |

| Vuelta; 17 de septiembre de 1991 | S. D. Eibar | 5-1 (Global 7-1) | A. D. Sabiñánigo |  |  |

| Ida; 11 de septiembre de 1991 | C. D. Vicálvaro | 0-1 | U. E. Figueres |  |  |

| Vuelta; 19 de septiembre de 1991 | U. E. Figueres | 1-1 (Global 2-1) | C. D. Vicálvaro |  |  |

| Ida; 11 de septiembre de 1991 | C. Gimnàstic de Tarragona | 0-0 | C. D. Logroñés |  |  |

| Vuelta; 19 de septiembre de 1991 | C. D. Logroñés | 2-1 (Global 2-1) | C. Gimnàstic de Tarragona |  |  |

| Ida; 11 de septiembre de 1991 | A. D. C. Manlleu | 5-1 | C. D. Endesa As Pontes |  |  |

| Vuelta; 19 de septiembre de 1991 | C. D. Endesa As Pontes | 0-3 (Global 1-8) | A. D. C. Manlleu |  |  |

| Ida; 11 de septiembre de 1991 | C. D. Arnedo | 0-6 | Valencia C. F. |  |  |

| Vuelta; 19 de septiembre de 1991 | Valencia C. F. | 6-1 (Global 12-1) | C. D. Arnedo |  |  |

| Ida; 11 de septiembre de 1991 | C. D. Orense | 0-2 | Real Sociedad de F. |  |  |

| Vuelta; 19 de septiembre de 1991 | Real Sociedad de F. | 3-0 (Global 5-0) | C. D. Orense |  |  |

| Ida; 11 de septiembre de 1991 | Caudal Deportivo | 3-0 | C. D. Leganés |  |  |

| Vuelta; 26 de septiembre de 1991 | C. D. Leganés | 1-0 (Global 1-3) | Caudal Deportivo |  |  |

| Ida; 11 de septiembre de 1991 | C. F. Palencia | 0-0 | Real Betis Balompié |  |  |

| Vuelta; 25 de septiembre de 1991 | Real Betis Balompié | 3-0 (Global 3-0) | C. F. Palencia |  |  |

| Ida; 11 de septiembre de 1991 | Atlético Tomelloso | 1-0 | R. C. Celta de Vigo |  |  |

| Vuelta; 18 de septiembre de 1991 | R. C. Celta de Vigo | 2-2 (Global 2-3) | Atlético Tomelloso |  |  |

| Ida; 11 de septiembre de 1991 | C. F. Extremadura | 1-1 | A. D. Rayo Vallecano |  |  |

| Vuelta; 26 de septiembre de 1991 | A. D. Rayo Vallecano | 1-0 (Global 2-1) | C. F. Extremadura |  |  |

| Ida; 11 de septiembre de 1991 | S. D. Ibiza | 0-0 | C. E. Sabadell F. C. |  |  |

| Vuelta; 26 de septiembre de 1991 | C. E. Sabadell F. C. | 2-0 (Global 2-0) | S. D. Ibiza |  |  |

| Ida; 11 de septiembre de 1991 | Levante U. D. | 2-1 | R. C. Deportivo de La Coruña |  |  |

| Vuelta; 19 de septiembre de 1991 | R. C. Deportivo de La Coruña | 5-1 (Global 6-3) | Levante U. D. |  |  |

| Ida; 11 de septiembre de 1991 | C. D. Cala Millor | 1-5 | C. D. Tenerife |  |  |

| Vuelta; 19 de septiembre de 1991 | C. D. Tenerife | 3-0 (Global 8-1) | C. D. Cala Millor |  |  |

| Ida; 11 de septiembre de 1991 | R. B. Linense | 1-1 | C. P. Mérida |  |  |

| Vuelta; 19 de septiembre de 1991 | C. P. Mérida | 1-0 (Global 2-1) | R. B. Linense |  |  |

| Ida; 11 de septiembre de 1991 | Talavera C. F. | 0-0 | Real Burgos C. F. |  |  |

| Vuelta; 19 de septiembre de 1991 | Real Burgos C. F. | 4-0 (Global 4-0) | Talavera C. F. |  |  |

| Ida; 11 de septiembre de 1991 | Racing C. Portuense | 0-0 | Real Avilés Industrial |  |  |

| Vuelta; 26 de septiembre de 1991 | Real Avilés Industrial | 2-1 (Global 2-1) | Racing C. Portuense |  |  |

| Ida; 11 de septiembre de 1991 | Real Ávila C. F. | 0-3 | C. D. Castellón |  |  |

| Vuelta; 19 de septiembre de 1991 | C. D. Castellón | 2-0 (Global 5-0) | Real Ávila C. F. |  |  |

| Ida; 11 de septiembre de 1991 | C. D. Binéfar | 1-3 | R. C. D. Mallorca |  |  |

| Vuelta; 19 de septiembre de 1991 | R. C. D. Mallorca | 7-0 (Global 10-1) | C. D. Binéfar |  |  |

| Ida; 11 de septiembre de 1991 | Yeclano C. F. | 0-2 | Sestao S. C. |  |  |

| Vuelta; 26 de septiembre de 1991 | Sestao S. C. | 1-0 (Global 3-0) | Yeclano C. F. |  |  |

| Ida; 11 de septiembre de 1991 | C. F. Gandía | 2-2 | R. Racing C. de Santander |  |  |

| Vuelta; 26 de septiembre de 1991 | R. Racing C. de Santander | 4-0 (Global 6-2) | C. F. Gandía |  |  |

| Ida; 11 de septiembre de 1991 | C. D. Estepona | 1-0 | S. D. Ponferradina |  |  |

| Vuelta; 26 de septiembre de 1991 | S. D. Ponferradina | 0-0 (Global 0-1) | C. D. Estepona |  |  |

| Ida; 11 de septiembre de 1991 | C. F. Gimnástico Alcázar | 3-0 | U. D. Oliva |  |  |

| Vuelta; 26 de septiembre de 1991 | U. D. Oliva | 1-0 (Global 1-3) | C. F. Gimnástico Alcázar |  |  |

| Ida; 12 de septiembre de 1991 | U. Atlético Marbella | 3-0 | Albacete Balompié |  |  |

| Vuelta; 19 de septiembre de 1991 | Albacete Balompié | 2-0 (Global 2-3) | U. Atlético Marbella |  |  |

| Ida; 12 de septiembre de 1991 | Hércules C. F. | 2-2 | Real Murcia C. F. |  |  |

| Vuelta; 17 de septiembre de 1991 | Real Murcia C. F. | 4-1 (Global 6-3) | Hércules C. F. |  |  |

| Ida; 12 de septiembre de 1991 | Getafe C. F. | 3-1 | Cádiz C. F. |  |  |

| Vuelta; 19 de septiembre de 1991 | Cádiz C. F. | 1-0 (Global 2-3) | Getafe C. F. |  |  |

| Ida; 12 de septiembre de 1991 | Córdoba C. F. | 2-2 | Sevilla F. C. |  |  |

| Vuelta; 19 de septiembre de 1991 | Sevilla F. C. | 2-1 (Global 4-3) | Córdoba C. F. |  |  |

| Ida; 12 de septiembre de 1991 | U. M. Escobedo | 0-1 | C. D. Málaga |  |  |

| Vuelta; 26 de septiembre de 1991 | C. D. Málaga | 2-0 (Global 3-0) | U. M. Escobedo |  |  |

| Ida; 12 de septiembre de 1991 | C. D. Los Boliches | 0-2 | Palamós C. F. |  |  |

| Vuelta; 19 de septiembre de 1991 | Palamós C. F. | 4-0 (Global 6-0) | C. D. Los Boliches |  |  |

| Ida; 12 de septiembre de 1991 | C. D. Badajoz | 1-0 | Benidorm C. D. |  |  |

| Vuelta; 19 de septiembre de 1991 | Benidorm C. D. | 2-0 (Global 2-1) | C. D. Badajoz |  |  |

| Ida; 17 de septiembre de 1991 | R. S. Gimnástica de Torrelavega | 4-2 | Cartagena F. C. |  |  |

| Vuelta; 25 de septiembre de 1991 | Cartagena F. C. | 5-2 (Global 7-6) | R. S. Gimnástica de Torrelavega |  |  |

| Ida; 19 de septiembre de 1991 | U. D. Telde | 2-1 | U. E. Lleida |  |  |

| Vuelta; 25 de septiembre de 1991 | U. E. Lleida | 5-0 (Global 6-2) | U. D. Telde |  |  |

## Cuarta ronda

### Cuadro
| Equipo 1                  | Agr.       | Equipo 2                     | Ida | Vuelta |
| ------------------------- | ---------- | ---------------------------- | --- | ------ |
| C. F. Gimnástico Alcázar  | 1-3        | C. D. Castellón              | 1-1 | 0-2    |
| Benidorm C. D.            | (pen.) 3-3 | U. E. Lleida                 | 1-1 | 2-2    |
| Cartagena F. C.           | 1-5        | Athletic Club                | 0-1 | 1-4    |
| Caudal Deportivo          | 3-5        | Real Avilés Industrial       | 2-3 | 1-2    |
| S. D. Eibar               | 2-4        | R. C. D. Español             | 2-2 | 0-2    |
| C. D. Estepona            | 0-4        | Real Burgos C. F.            | 0-1 | 0-3    |
| Getafe C. F.              | 4-3        | Sestao S. C.                 | 3-1 | 1-2    |
| C. D. Lugo                | 1-5        | S. D. Compostela             | 1-1 | 0-4    |
| C. D. Málaga              | 2-0        | A. D. Rayo Vallecano         | 2-0 | 0-0    |
| R. C. D. Mallorca         | 1-3        | R. C. Deportivo de La Coruña | 0-0 | 1-3    |
| A. D. C. Manlleu          | 1-4        | Real Zaragoza C. D.          | 0-1 | 1-3    |
| U. Atlético Marbella      | 0-2        | Real Betis Balompié          | 0-0 | 0-2    |
| Real Murcia C. F.         | 4-2        | U. E. Figueres               | 1-0 | 3-2    |
| Orihuela Deportiva C. F.  | 3-3 (pen.) | C. D. Logroñés               | 2-0 | 1-3    |
| Palamós C. F.             | 3-2        | U. D. Las Palmas             | 3-0 | 0-2    |
| C. E. Sabadell F. C.      | 3-6        | C. D. Tenerife               | 3-1 | 0-5    |
| R. Racing C. de Santander | 1-2        | Real Sociedad de F.          | 0-0 | 1-2    |
| Atlético Tomelloso        | 1-2        | C. P. Mérida                 | 1-1 | 0-1    |
| Real Valladolid Deportivo | 1-2        | Valencia C. F.               | 1-1 | 0-1    |

### Partidos
| Ida; 16 de octubre de 1991 | C. F. Gimnástico Alcázar | 1-1 | C. D. Castellón |  |  |

| Vuelta; 30 de octubre de 1991 | C. D. Castellón | 2-0 (Global 3-1) | C. F. Gimnástico Alcázar |  |  |

| Ida; 16 de octubre de 1991 | Benidorm C. D. | 1-1 | U. E. Lleida |  |  |

| Vuelta; 30 de octubre de 1991 | U. E. Lleida | 2-2 (t. s.)(2-3 p.)(Global 3-3) | Benidorm C. D. |  |  |

| Ida; 16 de octubre de 1991 | Cartagena F. C. | 0-1 | Athletic Club |  |  |

| Vuelta; 30 de octubre de 1991 | Athletic Club | 4-1 (Global 5-1) | Cartagena F. C. |  |  |

| Ida; 16 de octubre de 1991 | Caudal Deportivo | 2-3 | Real Avilés Industrial |  |  |

| Vuelta; 30 de octubre de 1991 | Real Avilés Industrial | 2-1 (Global 5-3) | Caudal Deportivo |  |  |

| Ida; 16 de octubre de 1991 | S. D. Eibar | 2-2 | R. C. D. Español |  |  |

| Vuelta; 30 de octubre de 1991 | R. C. D. Español | 2-0 (Global 4-2) | S. D. Eibar |  |  |

| Ida; 9 de octubre de 1991 | C. D. Estepona | 0-1 | Real Burgos C. F. |  |  |

| Vuelta; 16 de octubre de 1991 | Real Burgos C. F. | 3-0 (Global 4-0) | C. D. Estepona |  |  |

| Ida; 16 de octubre de 1991 | Getafe C. F. | 3-1 | Sestao S. C. |  |  |

| Vuelta; 30 de octubre de 1991 | Sestao S. C. | 2-1 (Global 3-4) | Getafe C. F. |  |  |

| Ida; 16 de octubre de 1991 | C. D. Lugo | 1-1 | S. D. Compostela |  |  |

| Vuelta; 30 de octubre de 1991 | S. D. Compostela | 4-0 (Global 5-1) | C. D. Lugo |  |  |

| Ida; 16 de octubre de 1991 | C. D. Málaga | 2-0 | A. D. Rayo Vallecano |  |  |

| Vuelta; 30 de octubre de 1991 | A. D. Rayo Vallecano | 0-0 (Global 0-2) | C. D. Málaga |  |  |

| Ida; 16 de octubre de 1991 | R. C. D. Mallorca | 0-0 | R. C. Deportivo de La Coruña |  |  |

| Vuelta; 30 de octubre de 1991 | R. C. Deportivo de La Coruña | 3-1 (Global 3-1) | R. C. D. Mallorca |  |  |

| Ida; 16 de octubre de 1991 | A. D. C. Manlleu | 0-1 | Real Zaragoza C. D. |  |  |

| Vuelta; 30 de octubre de 1991 | Real Zaragoza C. D. | 3-1 (Global 4-1) | A. D. C. Manlleu |  |  |

| Ida; 16 de octubre de 1991 | U. Atlético Marbella | 0-0 | Real Betis Balompié |  |  |

| Vuelta; 30 de octubre de 1991 | Real Betis Balompié | 2-0 (Global 2-0) | U. Atlético Marbella |  |  |

| Ida; 16 de octubre de 1991 | Real Murcia C. F. | 1-0 | U. E. Figueres |  |  |

| Vuelta; 30 de octubre de 1991 | U. E. Figueres | 2-3 (Global 2-4) | Real Murcia C. F. |  |  |

| Ida; 16 de octubre de 1991 | Orihuela Deportiva C. F. | 2-0 | C. D. Logroñés |  |  |

| Vuelta; 30 de octubre de 1991 | C. D. Logroñés | 3-1 (t. s.)(4-2 p.)(Global 3-3) | Orihuela Deportiva C. F. |  |  |

| Ida; 16 de octubre de 1991 | Palamós C. F. | 3-0 | U. D. Las Palmas |  |  |

| Vuelta; 30 de octubre de 1991 | U. D. Las Palmas | 2-0 (Global 2-3) | Palamós C. F. |  |  |

| Ida; 16 de octubre de 1991 | C. E. Sabadell F. C. | 3-1 | C. D. Tenerife |  |  |

| Vuelta; 30 de octubre de 1991 | C. D. Tenerife | 5-0 (Global 6-3) | C. E. Sabadell F. C. |  |  |

| Ida; 16 de octubre de 1991 | R. Racing C. de Santander | 0-0 | Real Sociedad de F. |  |  |

| Vuelta; 30 de octubre de 1991 | Real Sociedad de F. | 2-1 (Global 2-1) | R. Racing C. de Santander |  |  |

| Ida; 16 de octubre de 1991 | Atlético Tomelloso | 1-1 | C. P. Mérida |  |  |

| Vuelta; 30 de octubre de 1991 | C. P. Mérida | 1-0 (Global 2-1) | Atlético Tomelloso |  |  |

| Ida; 13 de octubre de 1991 | Real Valladolid Deportivo | 1-1 | Valencia C. F. |  |  |

| Vuelta; 30 de octubre de 1991 | Valencia C. F. | 1-0 (Global 2-1) | Real Valladolid Deportivo |  |  |

## Quinta ronda

### Cuadro
| Equipo 1            | Agr. | Equipo 2                     | Ida | Vuelta |
| ------------------- | ---- | ---------------------------- | --- | ------ |
| Benidorm C. D.      | 2-1  | C. P. Mérida                 | 2-1 | 0-0    |
| S. D. Compostela    | 1-2  | Real Burgos C. F.            | 1-0 | 0-2    |
| Getafe C. F.        | 1-2  | Real Betis Balompié          | 1-0 | 0-2    |
| C. D. Málaga        | 0-1  | C. D. Castellón              | 0-1 | 0-0    |
| Real Murcia C. F.   | 4-2  | Real Avilés Industrial       | 2-2 | 2-0    |
| Palamós C. F.       | 0-6  | Athletic Club                | 0-3 | 0-3    |
| Real Sociedad de F. | 3-4  | C. D. Logroñés               | 2-1 | 1-3    |
| Sevilla F. C.       | 4-2  | R. C. D. Español             | 4-1 | 0-1    |
| C. D. Tenerife      | 1-2  | Valencia C. F.               | 1-0 | 0-2    |
| Real Zaragoza C. D. | 2-5  | R. C. Deportivo de La Coruña | 0-2 | 2-3    |

### Partidos
| Ida; 20 de noviembre de 1991 | Benidorm C. D. | 2-1 | C. P. Mérida |  |  |

| Vuelta; 4 de diciembre de 1991 | C. P. Mérida | 0-0 (Global 1-2) | Benidorm C. D. |  |  |

| Ida; 20 de noviembre de 1991 | S. D. Compostela | 1-0 | Real Burgos C. F. |  |  |

| Vuelta; 4 de diciembre de 1991 | Real Burgos C. F. | 2-0 (Global 2-1) | S. D. Compostela |  |  |

| Ida; 20 de noviembre de 1991 | Getafe C. F. | 1-0 | Real Betis Balompié |  |  |

| Vuelta; 4 de diciembre de 1991 | Real Betis Balompié | 2-0 (Global 2-1) | Getafe C. F. |  |  |

| Ida; 20 de noviembre de 1991 | C. D. Málaga | 0-1 | C. D. Castellón |  |  |

| Vuelta; 4 de diciembre de 1991 | C. D. Castellón | 0-0 (Global 1-0) | C. D. Málaga |  |  |

| Ida; 20 de noviembre de 1991 | Real Murcia C. F. | 2-2 | Real Avilés Industrial |  |  |

| Vuelta; 4 de diciembre de 1991 | Real Avilés Industrial | 0-2 (Global 2-4) | Real Murcia C. F. |  |  |

| Ida; 20 de noviembre de 1991 | Palamós C. F. | 0-3 | Athletic Club |  |  |

| Vuelta; 4 de diciembre de 1991 | Athletic Club | 3-0 (Global 6-0) | Palamós C. F. |  |  |

| Ida; 20 de noviembre de 1991 | Real Sociedad de F. | 2-1 | C. D. Logroñés |  |  |

| Vuelta; 4 de diciembre de 1991 | C. D. Logroñés | 3-1 (Global 4-3) | Real Sociedad de F. |  |  |

| Ida; 20 de noviembre de 1991 | Sevilla F. C. | 4-1 | R. C. D. Español |  |  |

| Vuelta; 4 de diciembre de 1991 | R. C. D. Español | 1-0 (Global 2-4) | Sevilla F. C. |  |  |

| Ida; 20 de noviembre de 1991 | C. D. Tenerife | 1-0 | Valencia C. F. |  |  |

| Vuelta; 4 de diciembre de 1991 | Valencia C. F. | 2-0 (Global 2-1) | C. D. Tenerife |  |  |

| Ida; 20 de noviembre de 1991 | Real Zaragoza C. D. | 0-2 | R. C. Deportivo de La Coruña |  |  |

| Vuelta; 4 de diciembre de 1991 | R. C. Deportivo de La Coruña | 3-2 (Global 5-2) | Real Zaragoza C. D. |  |  |

## Octavos de final

### Cuadro
| Equipo 1            | Agr.       | Equipo 2                     | Ida | Vuelta |
| ------------------- | ---------- | ---------------------------- | --- | ------ |
| Benidorm C. D.      | 1-3        | R. Sporting de Gijón         | 1-1 | 0-2    |
| Real Betis Balompié | 1-4        | Athletic Club                | 1-1 | 0-3    |
| C. D. Castellón     | 3-6        | C. D. Logroñés               | 2-0 | 1-6    |
| Real Madrid C. F.   | 5-2        | Real Burgos C. F.            | 4-0 | 1-2    |
| Real Murcia C. F.   | 1-2        | Sevilla F. C.                | 1-1 | 0-1    |
| C. Atlético Osasuna | 3-3 (pen.) | R. C. Deportivo de La Coruña | 3-2 | 0-1    |
| Real Oviedo C. F.   | 1-5        | C. Atlético de Madrid        | 1-0 | 0-5    |
| Valencia C. F.      | (pen.) 4-4 | F. C. Barcelona              | 2-0 | 2-4    |

### Partidos
| Ida; 8 de enero de 1992 | Benidorm C. D. | 1-1 | R. Sporting de Gijón |  |  |

| Vuelta; 22 de enero de 1992 | R. Sporting de Gijón | 2-0 (Global 3-1) | Benidorm C. D. |  |  |

| Ida; 8 de enero de 1992 | Real Betis Balompié | 1-1 | Athletic Club |  |  |

| Vuelta; 22 de enero de 1992 | Athletic Club | 3-0 (Global 4-1) | Real Betis Balompié |  |  |

| Ida; 8 de enero de 1992 | C. D. Castellón | 2-0 | C. D. Logroñés |  |  |

| Vuelta; 22 de enero de 1992 | C. D. Logroñés | 6-1 (Global 6-3) | C. D. Castellón |  |  |

| Ida; 8 de enero de 1992 | Real Madrid C. F. | 4-0 | Real Burgos C. F. |  |  |

| Vuelta; 22 de enero de 1992 | Real Burgos C. F. | 2-1 (Global 2-5) | Real Madrid C. F. |  |  |

| Ida; 8 de enero de 1992 | Real Murcia C. F. | 1-1 | Sevilla F. C. |  |  |

| Vuelta; 22 de enero de 1992 | Sevilla F. C. | 1-0 (Global 2-1) | Real Murcia C. F. |  |  |

| Ida; 8 de enero de 1992 | C. Atlético Osasuna | 3-2 | R. C. Deportivo de La Coruña |  |  |

| Vuelta; 22 de enero de 1992 | R. C. Deportivo de La Coruña | 1-0 (t. s.)(5-3 p.)(Global 3-3) | C. Atlético Osasuna |  |  |

| Ida; 8 de enero de 1992 | Real Oviedo C. F. | 1-0 | C. Atlético de Madrid |  |  |

| Vuelta; 22 de enero de 1992 | C. Atlético de Madrid | 5-0 (Global 5-1) | Real Oviedo C. F. |  |  |

| Ida; 9 de enero de 1992 | Valencia C. F. | 2-0 | F. C. Barcelona |  |  |

| Vuelta; 22 de enero de 1992 | F. C. Barcelona | 4-2 (t. s.)(4-5 p.)(Global 4-4) | Valencia C. F. |  |  |

## Cuartos de final

### Cuadro
| Equipo 1             | Agr. | Equipo 2                     | Ida | Vuelta |
| -------------------- | ---- | ---------------------------- | --- | ------ |
| Athletic Club        | 0-4  | C. Atlético de Madrid        | 0-3 | 0-1    |
| Real Madrid C. F.    | 2-1  | Valencia C. F.               | 2-1 | 0-0    |
| Sevilla F. C.        | 1-4  | R. C. Deportivo de La Coruña | 0-1 | 1-3    |
| R. Sporting de Gijón | 2-1  | C. D. Logroñés               | 2-0 | 0-1    |

### Partidos
| Ida; 5 de febrero de 1992 | Athletic Club | 0-3 | C. Atlético de Madrid |  |  |

| Vuelta; 26 de febrero de 1992 | C. Atlético de Madrid | 1-0 (Global 4-0) | Athletic Club |  |  |

| Ida; 6 de febrero de 1992 | Real Madrid C. F. | 2-1 | Valencia C. F. |  |  |

| Vuelta; 25 de febrero de 1992 | Valencia C. F. | 0-0 (Global 1-2) | Real Madrid C. F. |  |  |

| Ida; 5 de febrero de 1992 | Sevilla F. C. | 0-1 | R. C. Deportivo de La Coruña |  |  |

| Vuelta; 26 de febrero de 1992 | R. C. Deportivo de La Coruña | 3-1 (Global 4-1) | Sevilla F. C. |  |  |

| Ida; 5 de febrero de 1992 | R. Sporting de Gijón | 2-0 | C. D. Logroñés |  |  |

| Vuelta; 26 de febrero de 1992 | C. D. Logroñés | 1-0 (Global 1-2) | R. Sporting de Gijón |  |  |

## Semifinales

### Cuadro
| Equipo 1              | Agr. | Equipo 2                     | Ida | Vuelta |
| --------------------- | ---- | ---------------------------- | --- | ------ |
| C. Atlético de Madrid | 3-1  | R. C. Deportivo de La Coruña | 2-0 | 1-1    |
| R. Sporting de Gijón  | 3-7  | Real Madrid C. F.            | 1-2 | 2-5    |

### Partidos
| Ida; 14 de junio de 1992 | C. Atlético de Madrid | 2-0 | R. C. Deportivo de La Coruña |  |  |

| Vuelta; 20 de junio de 1992 | R. C. Deportivo de La Coruña | 1-1 (Global 1-3) | C. Atlético de Madrid |  |  |

| Ida; 13 de junio de 1992 | R. Sporting de Gijón | 1-2 | Real Madrid C. F. |  |  |

| Vuelta; 20 de junio de 1992 | Real Madrid C. F. | 5-2 (Global 7-3) | R. Sporting de Gijón |  |  |

## Final
| 1  | POR | Abel Resino          |     |
| 2  | DEF | Tomás Reñones        |     |
| 3  | DEF | Miquel Soler         |     |
| 4  | DEF | Roberto Solozábal    |     |
| 5  | DEF | Juan Manuel López    |     |
| 6  | MED | Donato Gama da Silva |     |
| 8  | MED | Bernd Schuster       |     |
| 9  | MED | Juan Vizcaíno        |     |
| 7  | DEL | Manolo Sánchez       | 77' |
| 10 | DEL | Paulo Futre          |     |
| 11 | DEL | Gabriel Moya         | 59' |
| DT | DT  | Luis Aragonés        |     |

| 1  | POR | Francisco Buyo                    |     |
| 2  | DEF | Chendo                            |     |
| 3  | DEF | Francisco Javier Pérez Villarroya | 46' |
| 4  | DEF | Miguel Tendillo                   |     |
| 5  | DEF | Manuel Sanchís                    |     |
| 6  | MED | Luis Milla                        |     |
| 8  | MED | Míchel González                   |     |
| 9  | MED | Fernando Hierro                   |     |
| 10 | MED | Gheorghe Hagi                     | 12' |
| 7  | DEL | Emilio Butragueño                 |     |
| 11 | DEL | Luis Enrique Martínez             |     |
| DT | DT  | Leo Beenhakker                    |     |

| 16 | MED | Alfredo Santaelena | 59' |
| 12 | DEF | Toni Muñoz         | 77' |

| 16 | DEL | Alfonso Pérez | 12' |
| 15 | DEL | Paco Llorente | 46' |

|  | 7'  | Bernd Schuster | 1-0 |
|  | 29' | Paulo Futre    | 2-0 |

|  |

|  | 41' | Miquel Soler   |
|  | 41' | Manolo Sánchez |
|  | 70' | Abel Resino    |
|  | 78' | Bernd Schuster |
|  | 85' | Donato         |

|  | 12' | Manolo Sanchís   |
|  | 18' | Míchel           |
|  | 50' | Ferndando Hierro |
|  | 79' | Luis Milla       |

| Árbitro | Manuel Díaz Vega |
| Reporte |                  |

| 1  | POR | Abel Resino          |     |
| 2  | DEF | Tomás Reñones        |     |
| 3  | DEF | Miquel Soler         |     |
| 4  | DEF | Roberto Solozábal    |     |
| 5  | DEF | Juan Manuel López    |     |
| 6  | MED | Donato Gama da Silva |     |
| 8  | MED | Bernd Schuster       |     |
| 9  | MED | Juan Vizcaíno        |     |
| 7  | DEL | Manolo Sánchez       | 77' |
| 10 | DEL | Paulo Futre          |     |
| 11 | DEL | Gabriel Moya         | 59' |
| DT | DT  | Luis Aragonés        |     |

| 1  | POR | Francisco Buyo                    |     |
| 2  | DEF | Chendo                            |     |
| 3  | DEF | Francisco Javier Pérez Villarroya | 46' |
| 4  | DEF | Miguel Tendillo                   |     |
| 5  | DEF | Manuel Sanchís                    |     |
| 6  | MED | Luis Milla                        |     |
| 8  | MED | Míchel González                   |     |
| 9  | MED | Fernando Hierro                   |     |
| 10 | MED | Gheorghe Hagi                     | 12' |
| 7  | DEL | Emilio Butragueño                 |     |
| 11 | DEL | Luis Enrique Martínez             |     |
| DT | DT  | Leo Beenhakker                    |     |

| 16 | MED | Alfredo Santaelena | 59' |
| 12 | DEF | Toni Muñoz         | 77' |

| 16 | DEL | Alfonso Pérez | 12' |
| 15 | DEL | Paco Llorente | 46' |

|  | 7'  | Bernd Schuster | 1-0 |
|  | 29' | Paulo Futre    | 2-0 |

|  |

|  | 41' | Miquel Soler   |
|  | 41' | Manolo Sánchez |
|  | 70' | Abel Resino    |
|  | 78' | Bernd Schuster |
|  | 85' | Donato         |

|  | 12' | Manolo Sanchís   |
|  | 18' | Míchel           |
|  | 50' | Ferndando Hierro |
|  | 79' | Luis Milla       |

| Árbitro | Manuel Díaz Vega |
| Reporte |                  |

|                            |
|                            |
| Campeón Atlético de Madrid |
| 8.º Título                 |

| Predecesor: Copa del Rey 1990-91 | Copa del Rey de fútbol 1991-92 | Sucesor: Copa del Rey 1992-93 |

- Datos: Q1130808